# Grun Dyari
Grun Dyari is het partijcentrum van de Nationale Partij Suriname (NPS) in Paramaribo, Suriname. Naast het hoofdkwartier wordt het gebruikt voor partijbijeenkomsten.
Ook wordt de ruimte benut voor andere activiteiten zoals de Guyanese Day in 2018 en een sportdag voor 600 kinderen uit het hele land in 2019.
In oktober 2018 was er een incident met een kogelinslag door de muur van het gebouw, die vlak langs de plek ging waar partijvoorzitter Ivanildo Plein zat. Niemand raakte gewond. Na een reconstructie door Justitie zou de kogel volgens het Dagblad Suriname van een militair afkomstig zijn die het restaurant ernaast bewaakte. De militair verklaarde dat het wapen per ongeluk afging nadat hij veiligheidsmaatregelen had gepleegd.